# Flixbus

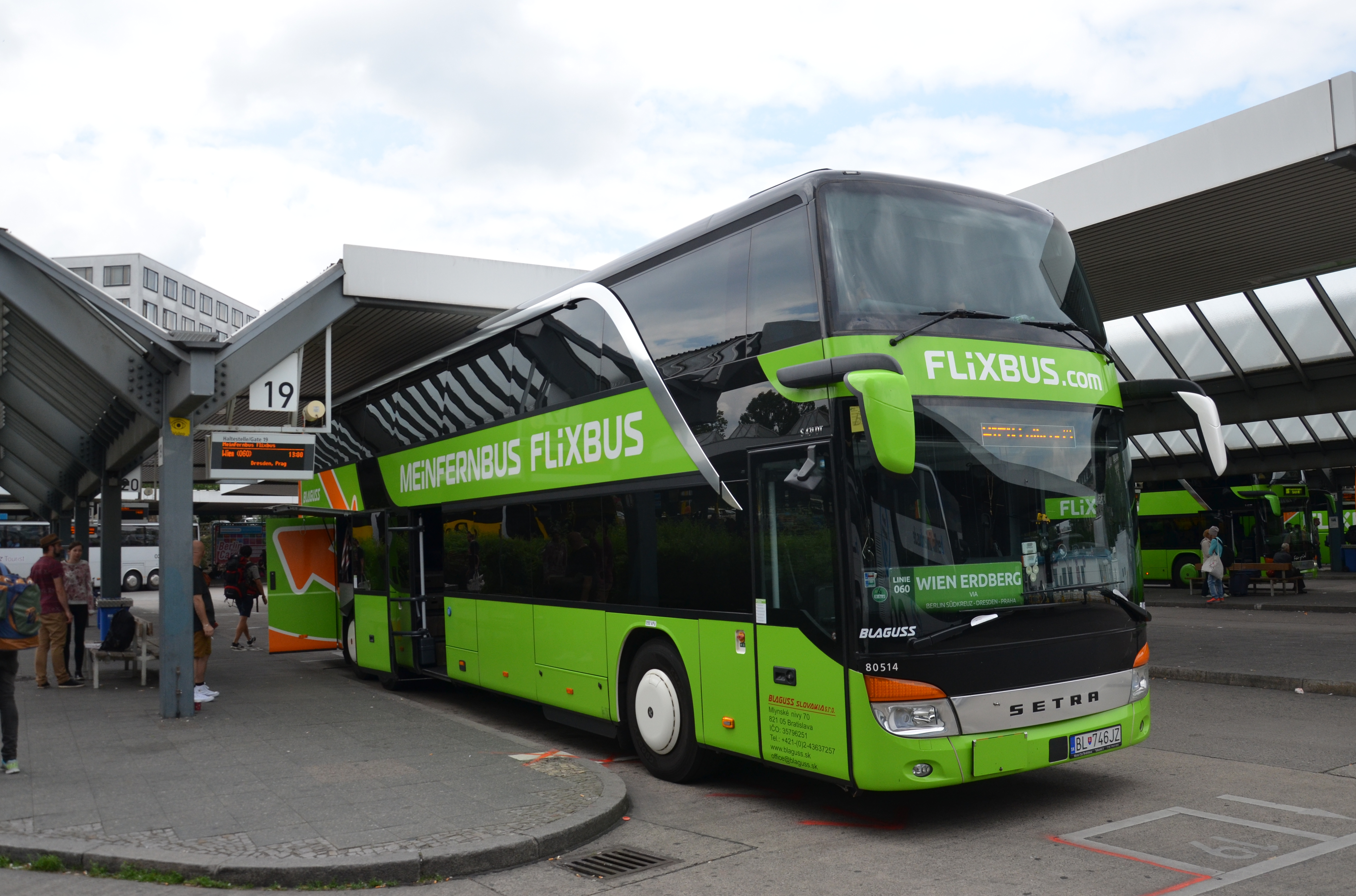
Flixbus

Điểm đến Flixbus

FlixBus là một nhà cung cấp dịch vụ xe buýt liên tỉnh hàng ngày trên khắp châu Âu. Ra mắt vào năm 2013 sau khi những giới hạn của thị trường chuyên chở hành khách của Đức được bãi bỏ, FlixBus có ý định thiết lập một phương tiện giao thông mới như là "một thay thế đáng tin cậy và xanh" cho việc sài xe chung và đường sắt Đức Deutsche Bahn. Sau khi sáp nhập với công ty cạnh tranh MeinFernbus, nó đã đứng đầu thị trường của nước Đức. FlixBus chiếm khoảng 71 % thị trường Đức (tính bằng số km lái xe của công ty). FlixBus hiện đang nhanh chóng mở rộng trên khắp châu Âu. Hoạt động này về tài chính được hỗ trợ bởi công ty cổ phần tăng trưởng toàn cầu General Atlantic  và các nhà đầu tư như Holtzbrinck Ventures.

## Sự phát triển các tuyến đường
Các tuyến đường bắt đầu hoạt động vào ngày 13 Tháng 2 năm 2013, hàng ngày một số chuyến trực tiếp giữa München, Nürnberg và Erlangen. Trong quá trình năm 2013, mạng lưới tuyến đường trên toàn nước Đức và các nước láng giềng đã được mở rộng. 2016 Flixbus cung cấp khoảng 60 tuyến xe buýt đường dài riêng và các chuyến trực tiếp hàng ngày tại 110 thành phố của Đức và khoảng 30 địa điểm tại các nước châu Âu khác. Kể từ mùa hè năm 2014, một số tuyến đường trong số những tuyến khác chạy tới Vienna và Basel.
Hợp tác với công ty vận tải Áo WESTbahn từ Salzburg đến Vienna từ 2013 có thể đến 9 địa điểm tại Hạ và Thượng Áo, Hợp tác với công ty chuyên chở bằng phà TT-Line, Flixbus cung cấp kể từ tháng 4 năm 2014 và các tuyến đường đa phương tiện đến Malmö và Trelleborg. Tính đến tháng 10 năm 2014 Flixbus kết nối hàng ngày cả Zürich và Groningen, Enschede và Amsterdam với các địa điểm ở Đức. Kể từ tháng 10 năm 2014, các tuyến Flixbus cũng xuất hiện trong các hướng dẫn của Google Maps.